# Falsa dicotomia
Falsa dicotomia, falso dilema, pensamento preto e branco ou falsa bifurcação é uma falácia informal que descreve uma situação em que dois pontos de vista alternativos, geralmente opostos, são colocados como sendo as únicas opções, quando na realidade existem outras opções que não foram consideradas. Essa falácia é usada para defender pontos de vista em geral, ela muitas vezes é usada em uma comparação em que uma das opções é completamente descartada pelo seu proponente, restando apenas a que lhe interessa.

## Definição
Um número limitado de opções (geralmente duas) são oferecidas, enquanto na realidade há mais opções. Um falso dilema é um uso ilegítimo do operador OU. Colocar problemas ou opiniões em termos de "preto e branco" são exemplos comuns desta falácia.

## Estrutura lógica
Sendo A e B duas opções para responder a uma proposição:
- Se A é verdadeiro, então B é falso.
- Se B é verdadeiro, então A é falso.

## Exemplo
- Marcos está atrasado para o trabalho. Ou seu carro quebrou, ou dormiu demais. Ligamos para ele e não estava em casa, então seu carro deve ter quebrado.

Esse argumento é um falso dilema, pois há muitas outras razões pelas quais Marcos poderia estar se atrasando para o trabalho. Se fosse de alguma forma provado que não há outras possibilidades, então a lógica apareceria. Mas até lá o argumento é falacioso
- Você prefere uma mulher cheirando a alho, cebola e frituras ou uma mulher sempre arrumadinha?

- Você não suporta seu marido? Separe-se!

- Quem não está a favor de mim está contra mim.[2]

## Contra-argumentação
Mostre que há outras opções.